# Phyllophaga yucana
Phyllophaga yucana är en skalbaggsart som beskrevs av Saylor 1937. Phyllophaga yucana ingår i släktet Phyllophaga och familjen Melolonthidae. Inga underarter finns listade i Catalogue of Life.